# Miscanthus depauperatus
Miscanthus depauperatus är en gräsart som beskrevs av Elmer Drew Merrill. Miscanthus depauperatus ingår i släktet miskantusar, och familjen gräs. Inga underarter finns listade i Catalogue of Life.